# رعاية قائمة على المجتمع
تعتبر الرعاية القائمة على المجتمع بمثابة «الجسر» بين دار الأيتام ومنازل الاستيطان. حيث يتم وضع المراهقين بين أفراد عائلات في المجتمعات التي يقيمون بها. ويوفر الأوصياء على هؤلاء المراهقين الرعاية الفردية والتغذية لهم في إطار العائلة والمجتمع. ومن شأن ذلك أن يتعلم المراهقون المزيد من الاستقلالية.
ويمكن وصف برامج الرعاية القائمة على المجتمع على أنها توفير مكون «منع» قوي، حيث إنها تهدف إلى تقوية قدرات التواؤم مع المجتمع من أجل تجنب اعتماد المراهق على البالغين.

## الأسباب التي تقوم عليها الرعاية القائمة على المجتمع
1. يجب أن يتعلم المراهقون كيفية الاعتماد على أنفسهم وتوجيه أنفسهم. ويجب أن يستمروا في الاعتماد على نظرائهم مع توفير الأوصياء للإرشادات والتوجيه.
2. ومن الضروري للمراهقين تطوير هويتهم الخاصة لأن ذلك يساعدهم على تقرير ما يقومون به في المستقبل.
3. من الضروري للأوصياء التحقق من أن المراهقين يتعلمون كيفية التوائم مع نظرائهم. وإذا لم يحدث هذا التواؤم، يمكن أن يظهر ضغط النظراء.

## المزايا
تتمثل الميزات الرئيسية للرعاية القائمة على المجتمع فيما يلي:
قلة التكلفة: تعد رعاية الأيتام القائمة على المجتمع بأنها طريقة أقل تكلفة لرعاية الأيتام، نظرًا لأن التركيز لا يكون على توفير الموارد من الخارج، بل تحديد الموارد المتاحة في المجتمع والتركيز عليها.
المشاركة المجتمعية: هناك درجة مرتفعة للغاية من المشاركة المجتمعية فيما يتعلق ببرامج الرعاية القائمة على المجتمع، لأن العبء يقع على المجتمعات لرعاية الأيتام الموجودين في هذا المجتمع. وتتحمل العائلات الكبيرة مسئولية مفردة عن عدد كبير من الأيتام، من خلال استخدام مواردها الخاصة من أجل توفير الإقامة والطعام والملابس والتعليم والتغذية لهؤلاء الأيتام. وغالبًا ما يقدم الجيران والمنظمات المحلية مثل الكنائس مساهمات ملموسة من خلال مساعدة العائلات التي تواجه صعوبات في طريقة تفكير المراهقين، ومن خلال تقديم النصائح، وغير ذلك من المساهمات.
التواصل: تسمح الرعاية القائمة على المجتمع للمراهقين بالتواصل مع الآخرين في مجتمعاتهم.

## أمثلة
إفريقيا: 
قام برنامج FOCUS الذي يديره صندوق رعاية مرضى الإيدز في العائلة في زيمبابوي بتجميع المتطوعين في المجتمع من أجل زيارة وتشجيع أكثر من 4000 طفل يتيم.
وتقوم منظمة THOKOMALA لرعاية الأيتام في جنوب إفريقيا بوضع ستة مراهقين مع أم واحدة في منزل واحد في مجتمعهم مما يؤدي إلى إعادة خلق حياة تشبه حياة العائلة لهؤلاء المراهقين. ويتم تمويل كل شيء، وبشكل كامل، من خلال التبرعات: http://www.thokomala.org.za نسخة محفوظة 12 مارس 2012 على موقع واي باك مشين.
يوفر صندوق بيثاني للأطفال http://www.bethanychildrenstrust.fsnet.co.uk/index.htm مشروعات رعاية للأيتام قائمة على المجتمع في رواندا وجنوب إفريقيا وأوغندا وموزمبيق، بهدف الوصول إلى آلاف الأطفال الأيتام.
شراكة الأديان العالمية http://www.globalinterfaithpartnership.com توفر خدمات متعددة للأيتام والأطفال المعرضين للخطر في غربي كينيا، وهي توفر الأمان من ناحية الطعام والمساكن الآمنة والتعليم المستمر والتطوير النفسي الصحي.
آسيا: مشروع الأمل والمساعدة والحب للأيام (HALO) http://www.urbanhalo.org الذي تديره جمعية مساعدة فقراء الأرياف في آسيا http://www.servantsasia.org في كمبوديا قام بتجميع عناصر من المجتمع لتوفير الرعاية لأكثر من 100 طفل يتيم.